# گورستان آق امام
گورستان آق امام مربوط به دوران‌های تاریخی پس از اسلام است و در شهرستان ترکمن، بخش مرکزی، روستای قره قاشلی واقع شده و این اثر در تاریخ ۱۰ بهمن ۱۳۸۳ با شمارهٔ ثبت ۱۱۳۰۷ به‌عنوان یکی از آثار ملی ایران به ثبت رسیده است.